# Lijst van burgemeesters van Wijk en Aalburg
Dit is een lijst van burgemeesters van de voormalige Nederlandse gemeente Wijk en Aalburg tot die gemeente in 1973 fuseerde met Veen en Eethen tot de gemeente Aalburg.
| Ambtsperiode | Naam burgemeester                       | Partij of stroming | Bijzonderheden |
| ------------ | --------------------------------------- | ------------------ | --- |
| 1814 - 1848  | Adriaan (A.) Verhagen                   |                    | maire/schout/burgemeester                                                                                                 |
| 1848 - 1852  | J. van Andel                            |                    | |
| 1852 - 1874  | B. Pullen                               |                    | tevens burgemeester van Veen                                                                                              |
| 1874 - 1897  | Johannes van Doveren (1821-1897)        |                    | tevens burgemeester van Veen                                                                                              |
| 1898 - 1932  | Roelof Johannes van Doveren (1859-1936) |                    | tevens burgemeester van Veen; zoon van Johannes                                                                           |
| 1932 - 1957  | C.B.J. Landweer                         | ARP                | tevens burgemeester van Veen, later burgemeester van Rijssen                                                              |
| 1958 - 1973  | Willem Frederik van Dijk                | ARP                | tevens burgemeester van Veen en vanaf 1965 ook van Eethen; vanaf 1 januari 1973 burgemeester van de fusiegemeente Aalburg |